# Ritterhude
Ritterhude (plattdeutsch Hu’e) ist eine niedersächsische Gemeinde im Landkreis Osterholz. Sie liegt nördlich der Stadt Bremen mit einer zehn Kilometer langen gemeinsamen Landes- und Gemeindegrenze.

## Geographie

Topografie und Gliederung der Gemeinde

### Geographische Lage
Der Naturraum wird durch die Marsch-, Moor- und Schwemmlandschaft der Hamme- und Wümme-Niederung und die eiszeitlich geprägte Geestlandschaft mit ihren Sand- und Lehmböden bestimmt.

### Gemeindegliederung
Die heutige Gemeinde Ritterhude besteht aus folgenden ehemals selbstständigen Orten (in Klammern die Einwohnerzahl mit Stand 04/2013):
- Ihlpohl (2387 Einwohner)
- Lesumstotel (759 Einwohner)
- Platjenwerbe (2326 Einwohner)
- Ritterhude (8394 Einwohner)
- Stendorf (556 Einwohner)
- Werschenrege (397 Einwohner)

### Nachbargemeinden
Ritterhude grenzt im Norden an die Stadt Osterholz-Scharmbeck, im Osten an Lilienthal, im Süden an die Stadt Bremen und im Westen und Nordwesten an die Gemeinde Schwanewede.

## Geschichte

### Name
1182 wurde Ritterhude als Hude (Plattdeutsch Hu’e) erstmals in einer Urkunde des Klosters Osterholz erwähnt. Die Hude-Orte gehören zu einer Gruppe weniger noch bestehender Ortsnamen wie Hude (Oldenburg) oder Hude (Nordfriesland). Zudem sind einige Hundert Präfixe (Vorsilben) und Suffixe (Nachsilben) zu Ortsnamen gebildet worden, die in Norddeutschland, in den Niederlanden (-hijde) und in England (-hithe) verbreitet sind.

### Mittelalter
Das Geschlecht von der Hude wurde 1185 erstmals in einer Urkunde genannt. Die Burg Hude diente 1309, gemäß dem Bremer Urkundenbuch, zur Bewachung der Furt über die Hamme als einzigen Heerweg von Hamburg nach Bremen. Ab 1350 diente Ritterhude dem Piraten Johann Hollemann als wichtiger Stützpunkt und Beutelager. Er wurde 1366 gehängt.
1380 gelobten die Ritter und Knappen von der Hude, dass „unze Slot“ ein offenes Schloss sein soll und so entging es der Zerstörung.

### Neuzeit
Nach dem ältesten Register der freien Dämme lebten 1568 auf dem Damthor Hude 52 Familien. Die Zahl stieg gemäß der Schatz- und Contributionsbeschreibung bis 1635 auf 89 Familien.
1712 vernichtete ein Großbrand 56 Gebäude, darunter eine Wasser-Mühle. 1757 wurden Schloss und Dammbrücke im Siebenjährigen Krieg zerstört.

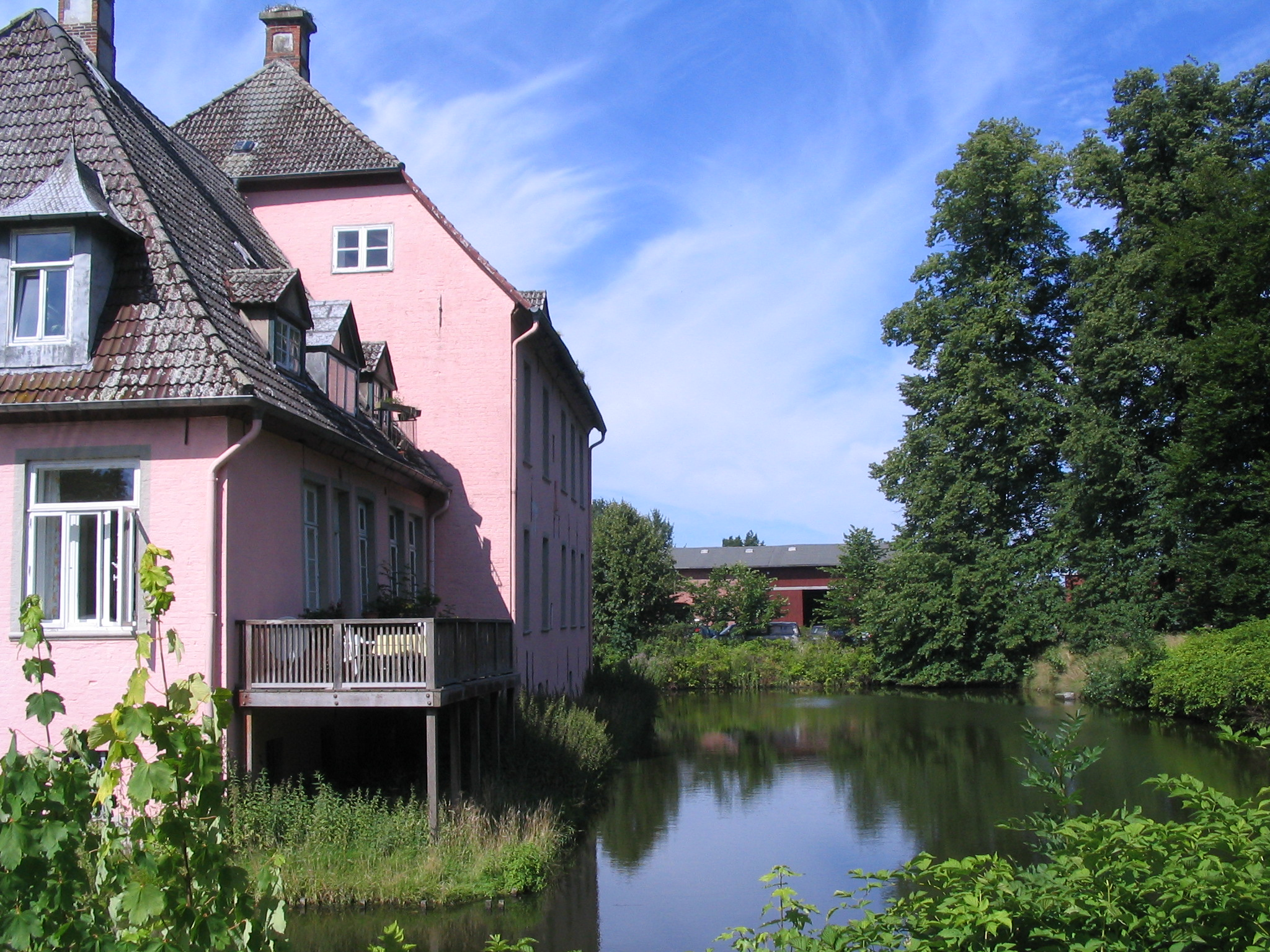
Dammgut Ritterhude

Im Jahre 1774, nach dem Tode von Friedrich August von der Hude, dem letzten seines Stammes in Ritterhude, erwarb Georg Gröning, späterer Ratsherr, Senator und Bürgermeister von Bremen, das Dammgut Ritterhude. Er und sein Sohn Heinrich v. Gröning, ebenfalls Bürgermeister und Präsident des Obergerichtes in Bremen, bauten die wiederhergestellte Wasserburg zum Herrenhaus um, das sie durch Anbau des Nordflügels zu einem dreiflügeligen Bau erweiterten. Nachfahren (Familie von Rex von Gröning) bewohnen diesen bis heute.
1850 wurde das Gericht Ritterhude mit den Orten Ritterhude, Osterhagen-Ihlpohl und Werschenrege (mit Erve, Loge, Ovelgönne), Heilshorn, Hülseberg/Isehorn, Buschhausen und Vor-Scharmbeckstotel mit dem Amt Osterholz vereint. 1854 durfte in Ritterhude erstmals ein Gemeinderat gewählt werden.

### Von 1900 bis 1945
Anfang des 20. Jahrhunderts wurden folgende Gebäude erstellt: 1912 die Turnhalle, 1925 die Linden-Apotheke, 1927 das Pfarrhaus mit Konfirmandensaal, 1930 die Riesschule und 1931 das Postamt.  Außerdem wurde um 1926/30 die Landstraße zwischen Schlossbrücke und Nordseite ausgebaut. Seit 1911 gibt es in Nordseite eine Brücke über die Wümme, zunächst als Holzbrücke, seit 1933 als Betonbrücke.
Ab 1929 stiegen die Arbeitslosenzahlen in Ritterhude stark an. Die Weltwirtschaftskrise warf ihren Schatten, fast 30 Prozent der ca. 2400 Ritterhuder mussten Ende 1932 von öffentlichen Mitteln leben. Das erste Mal tauchte die NSDAP mit 29 Stimmen bei der Reichstagswahl Dezember 1924 auf. Im September 1930 erreichte sie 183 und im Juli 1932 488 Stimmen, sank aber bei der Wahl am 6. November 1932 um nahezu die Hälfte (auf 257) und damit erheblich stärker als im Reichsmaßstab. Die NSDAP kam in Ritterhude nicht an die Spitzenwerte der SPD heran. Bis zur Reichstagswahl März 1933 blieb die SPD die führende Partei in Ritterhude, leistete allerdings keinen großen organisierten Widerstand. Die DZP, DDP und DVP spielten bei den Ritterhuder Wahlen keine große Rolle. Die DHP erhielt 1920/1924 noch um die 200 – vermutlich bäuerliche – Stimmen, doch danach ging es steil bergab. Die rechts gerichtete DNVP zählte bis 1930 im Schnitt nur 80 Wähler, aber ab der Juli-Wahl 1932 stieg die Anzahl: Im November gaben ihr 217 Ritterhuder ihre Stimme. Wie die NSDAP profitierte sie wohl vom Trend der bürgerlichen Wählerschaft nach rechts.
Der Bürgermeister von Bremen-Lesum, Hauptsturmführer Fritz-Johann Köster, trieb in der Reichspogromnacht 1938 persönlich die jüdische Familie ter Berg aus Ritterhude in die Hamme-Niederung. Die SA-Männer brachten die Familie mit Kösters Wagen zur Erschießung auf ein freies Feld. Köster und sein Truppenführer wagten es jedoch letztlich nicht, alle Familienmitglieder zu erschießen. Stattdessen ließen sie die ter Bergs unter Abgabe eines Schreckschusses zunächst laufen (Quelle: Götz Aly: Die Verfolgung und Ermordung der europäischen Juden durch das nationalsozialistische Deutschland 1933–1945. Bd. 2″, S. 391).

### Seit 1999
1999 erfolgte der Umbau der Mehrzweckhalle zu einem Veranstaltungszentrum. Das Rathaus Ritterhude von 1928 wurde 2000 umgebaut. Seit 2004 darf Ritterhude auch den plattdeutschen Ortsnamen Hu’e offiziell auf den Ortseingangstafeln führen.
Am Abend des 9. September 2014 beschädigte eine schwere Detonation auf dem Gelände eines ortsansässigen Entsorgungsunternehmens rund 40 Häuser eines benachbarten Wohngebiets. Ein Mitarbeiter des Unternehmens erlag rund eine Woche später den Verletzungen, die er sich infolge der Detonation zugezogen hatte.

### Eingemeindungen
Am 1. März 1974 wurden die Gemeinden Lesumstotel, Osterhagen-Ihlpohl, Platjenwerbe, Stendorf und Werschenrege eingegliedert.

### Einwohnerentwicklung
Gemeinden, aus denen im Jahr 1974 die Einheitsgemeinde Ritterhude gebildet wurde
| Gemeinde           | 1949  | 1961 | 1970 | 1974¹ |
| ------------------ | ----- | ---- | ---- | ----- |
| Ritterhude         | 5711² | 5944 | 7472 | 7700  |
| Lesumstotel        | 450   | 362  | 445  | 800   |
| Osterhagen-Ihlpohl | 1253  | 1452 | 1678 | 2000  |
| Platjenwerbe       | 1318  | 1408 | 1770 | 2300  |
| Stendorf           | 711   | 574  | 546  | 600   |
| Werschenrege       | 414   | 272  | 305  | 400   |

Anmerkung:

¹ 1974: ungefähre Angaben

² 1949: davon 2039 Flüchtlinge
Gemeinde Ritterhude in den Grenzen ab 1974
| Jahr      | 1961   | 1970   | 1980   | 1990   | 2000   | 2010   | 2017   |
| Einwohner | 10.012 | 12.216 | 13.006 | 13.274 | 13.950 | 14.658 | 14.703 |

## Politik

### Gemeinderat
Der Gemeinderat der Gemeinde Ritterhude besteht aus 30 Ratsfrauen und Ratsherren. Dies ist die festgelegte Anzahl für eine Gemeinde mit einer Einwohnerzahl zwischen 12.001 und 15.000 Einwohnern. Die 30 Ratsmitglieder werden durch eine Kommunalwahl für jeweils fünf Jahre gewählt. Die aktuelle Amtszeit begann am 1. November 2021 und endet am 31. Oktober 2026.
Stimmberechtigt im Rat der Gemeinde ist außerdem der hauptamtliche Bürgermeister Jürgen Kuck (SPD).
Die Ergebnisse der vergangenen drei Kommunalwahlen führten zu folgenden Sitzverteilungen:
| Wahljahr | SPD | GRÜNE | CDU | BFR | FDP | WGR | Gesamt   |
| 2021     | 11  | 6     | 5   | 5   | 3   | —   | 30 Sitze |
| 2016     | 12  | 5     | 7   | 5   | 1   | —   | 30 Sitze |
| 2011     | 12  | 6     | 7   | 3   | 1   | 1   | 30 Sitze |
| 2006     | 13  | 3     | 10  | —   | 2   | 2   | 30 Sitze |

### Bürgermeister
Hauptamtlicher Bürgermeister der Gemeinde Ritterhude ist Jürgen Kuck (SPD). Bei der Stichwahl am 26. September 2021 wurde er mit 66,04 % der Stimmen als Nachfolger für Susanne Geils ins Amt gewählt. Die Wahlbeteiligung lag bei 66,26 %.

### Wappen

Wappen von Ritterhude

Das Wappen der Gemeinde zeigt auf Rot über grünem Schildfuß einen nach links springenden Ritter in silberner Rüstung auf silbernem, goldgezäumten Pferde, die Lanze eingelegt, auf dem Schild, Helm und Satteldecke die Farben des von der Hude’schen Wappens silber – schwarz – gelb.

### Flagge
Die Farben der Gemeinde sind silber – schwarz – gelb. Die Flagge der Gemeinde besteht aus drei gleich breiten Querstreifen, oben silber, in der Mitte schwarz, unten gelb, mittig im Vordergrund befindet sich das Wappen der Gemeinde.
Zum alljährlichen Hammefest werden entlang der Riesstraße, in welcher das Hammefest gefeiert wird, diese Flaggen an den Straßenlampen aufgehängt.

### Partnerschaften
- Städtepartnerschaften
  - seit 1989 mit der Gemeinde Val-de-Reuil in Frankreich,
  - seit 1994 mit der Gemeinde Sztum in Polen,
  - seit 1991 mit der brandenburgischen Stadt Bad Belzig (damals noch Belzig),
  - seit 1967 mit der Gemeinde Scheemda in den Niederlanden, die nicht urkundlich verbrieft ist. (Scheemda ist seit 2010 Teil der Gemeinde Oldambt)
  - Außerdem besteht eine Patenschaft mit Ortsteilen der philippinischen Stadt Sagay (Camiguin).
- Ritterhude ist im Kommunalverbund Niedersachsen/Bremen vertreten.

## Kultur und Sehenswürdigkeiten

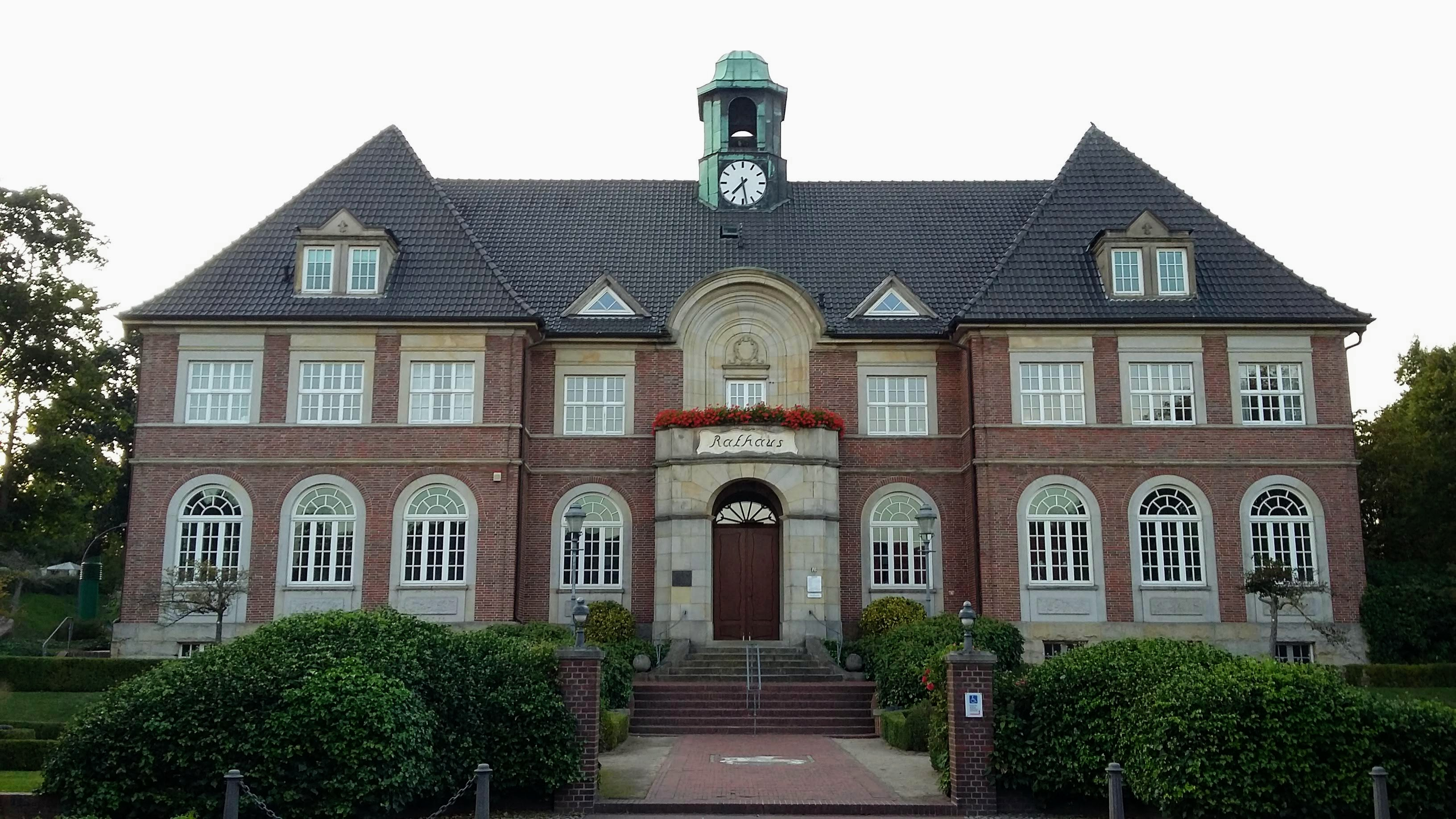
Rathaus Ritterhude

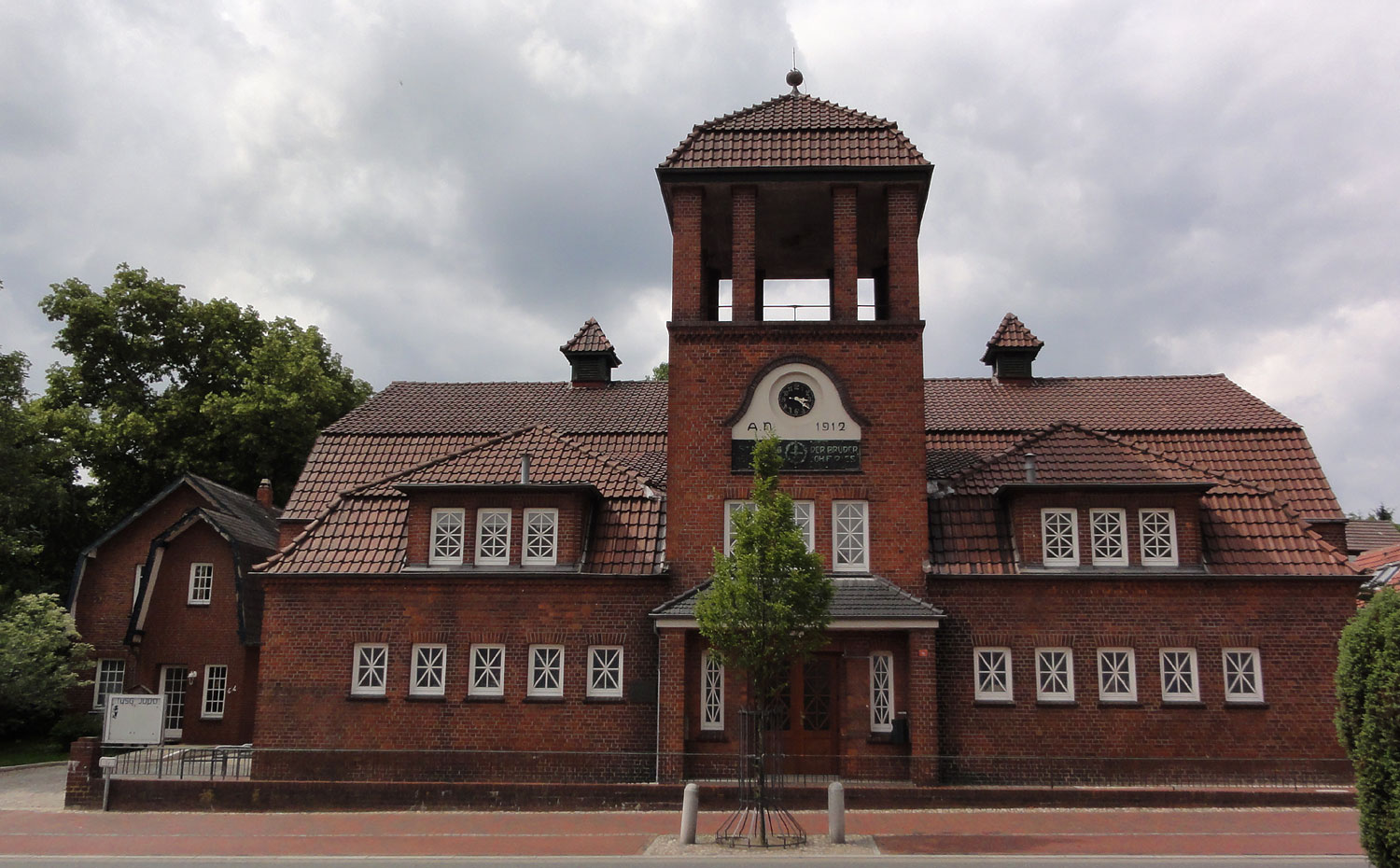
Ries-Turnhalle, Stiftungsgebäude von 1912

### Bauwerke
- Im Zentrum der Gemeinde prägen Gebäude in Backsteinarchitektur das Ortsbild, welche von den in Ritterhude gebürtigen und Ende des 19. Jahrhunderts in die USA ausgewanderten Gebrüdern Ries gestiftet wurden. Es handelt sich um 
  - die Ries-Turnhalle (1912),
  - die Alte Apotheke (1926),
  - das Rathaus Ritterhude (1928),
  - das Pfarrhaus (1929),
  - die Riesschule (1930) und
  - die Alte Post (1932/33).[14]

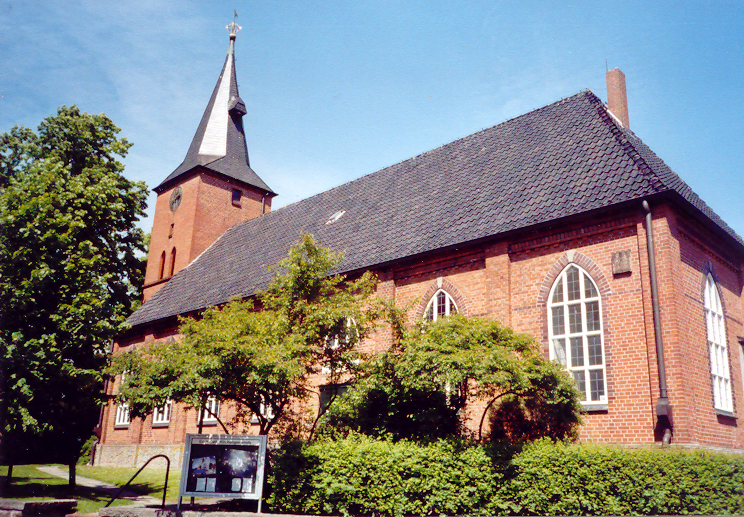
St.-Johannes-Kirche

- Die evangelische St.-Johannes-Kirche wurde 1792 anstelle eines Vorgängerbaus aus Fachwerk errichtet und 1908 sowie 1929 umgebaut. Unter anderem wurde das Fachwerk der Außenwände durch Backsteinmauern ersetzt. Der Turm in Ziegelbauweise wurde 1892 angebaut und 1936 aufgestockt.
- Das Dammgut Ritterhude mit Herrenhaus, Park und Gräfte wurde  1309 gebaut, 1757 zerstört und wieder neu errichtet. Zuvor stand direkt an der Hamme die später geschliffene Wasserburg der Ritter von Hude.
- Ehemalige Windmühle von 1880 im Ortszentrum; der erhaltene Unterbau wurde ab April 2006 saniert und seit 2007 für kulturelle Zwecke genutzt.
- Die Hammeschleuse Ritterhude von 1875 steht seit 1985 unter Denkmalschutz.
- Auf dem jüdischen Friedhof Ritterhude an der Ecke Am Schafkoven/Lesumstoteler Straße, der von 1780 bis 1938 belegt wurde, sind 29 Grabsteine vorhanden. Der Friedhof ist ein geschütztes Baudenkmal.
- Bauernhäuser in Fachwerk: Wohn- und Wirtschaftsgebäude Am Mönkhof 10 von 1820, Wohn- und Wirtschaftsgebäude Bunkenburgsweg 40 von 1840, Wohn- und Wirtschaftsgebäude Riesstraße 42 von 1857
- Villa Sonneneck von 1905, heute: ASB-Bildungszentrum Ritterhude

### Regelmäßige Veranstaltungen

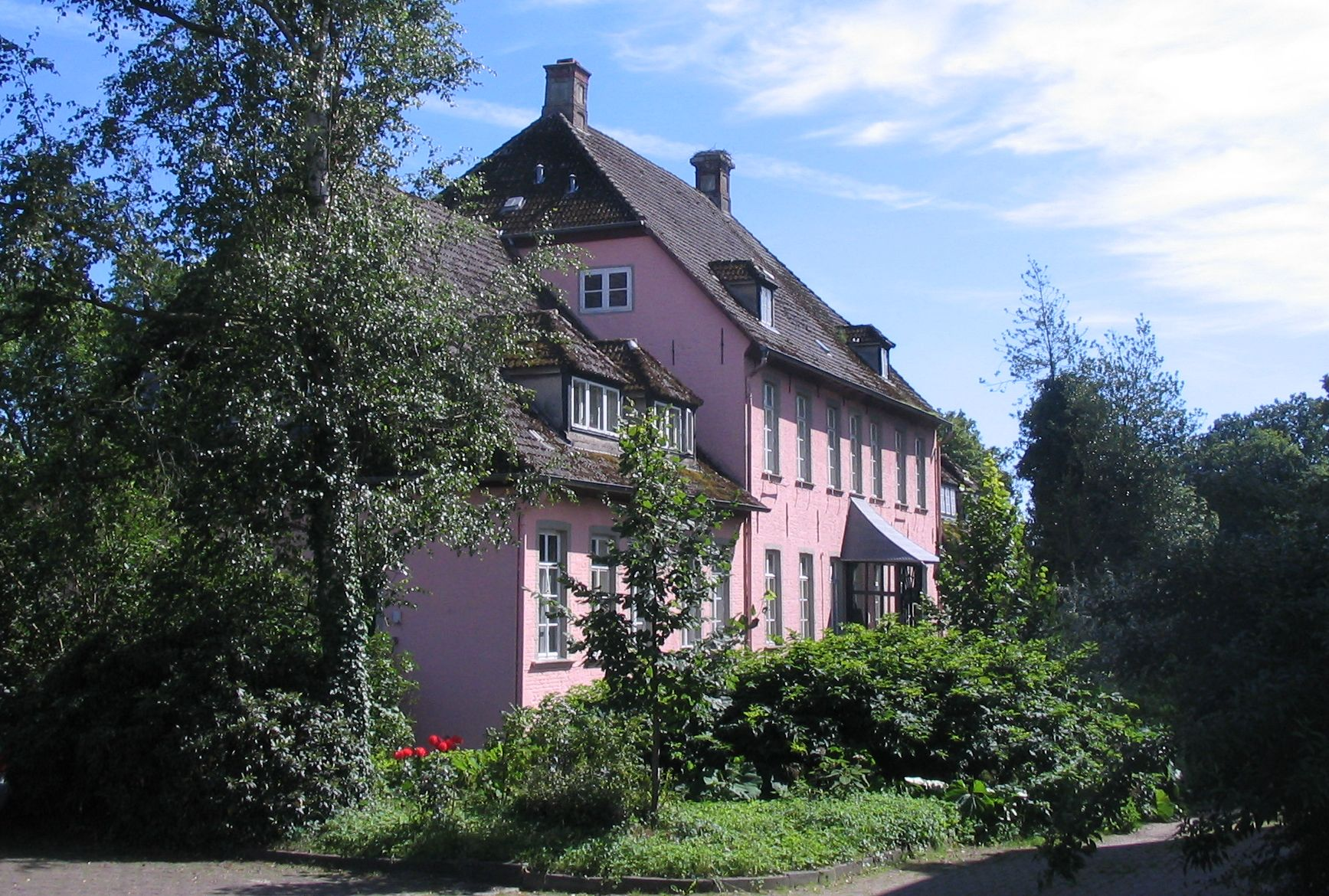
Dammgut

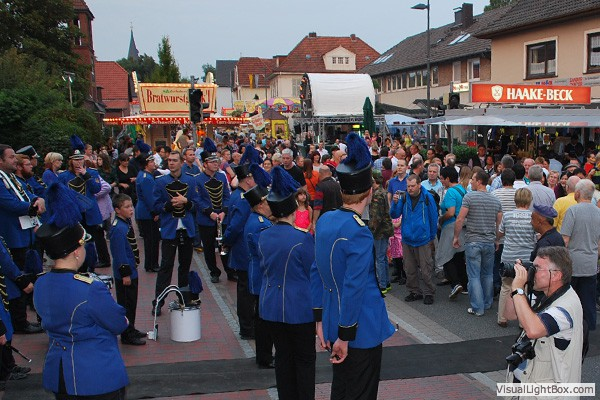
Hammefest 2014

Jährlich in der Gemeinde ausgerichtet werden das Hammefest am ersten September-Wochenende auf der Riesstraße (2015 zum 30. Mal), das Osterfeuer am Schützenplatz, das Schützenfest und das Erntefest in Lesumstotel/Werschenrege.
Seit 2006 gibt es die Ritterhuder Torfnacht, ein Open-Air-Konzert auf dem Außengelände des Hamme Forum (ehemals Ritterhuder Veranstaltungszentrums) und den Internationalen Ritterhuder Judo-Hamme-Pokal der Mädchen und Jungen.

## Wirtschaft und Verkehr

### Wirtschaft
Ritterhude ist Teil der europäischen Metropolregion Nordwest. Von den 3549 Beschäftigten kommen aus den Bereichen Produzierendes Gewerbe 33 Prozent, Handel, Gastgewerbe und Verkehr 31 Prozent sowie Dienstleistungen 36 Prozent. Ritterhude verzeichnet 2930 Einpendler und 4491 Auspendler; vornehmlich aus und nach Bremen (alle Zahlen aus 2010).
Von dem Netz von Gewerbegebieten mit Flächen von 1,3 bis 27,1 Hektar sind zu nennen
- der Gewerbepark Ritterhude,
- das Gewerbegebiet Ihlpohl,
- das Gewerbegebiet Auf dem Radberg/Stendorfer Straße,
- sowie die kleineren, in die Siedlungsstruktur integrierten, Gewerbegebiete Kiepelbergstraße, Am Großen Geeren, An der Ihle, Lesumstotel und
- das Sondergebiet Heidkamp für den Einzelhandel.

Als größere und ältere Firmen sind in Ritterhude zu nennen
- die Linpac Packaging GmbH in der chemischen Industrie,
- die Lubrizol Deutschland GmbH in der chemischen Industrie,
- die Asel AG für Metall-, Maschinen- und Stahlbau sowie Autokran-Baumaschinenvermietung
- die Thiele & Fendel Bremen GmbH & Co. KG für Heizungs-, Sanitär- und Klimaanlagen,
- die Klenke Elektrotechnik GmbH & Co. KG für Elektro- und Sicherheitstechnik
- die Kähler Baumaschinen GmbH & Co.KG
- die BKE Jens Fislage Büro- und Kommunikationseinrichtungen.

### Verkehr
Die Gemeinde liegt verkehrsgünstig an der A 27 (Cuxhaven–Bremerhaven–Bremen–Walsrode) und der B 74 (Bremen–Stade). Die Anschlussstelle Ritterhude Süd der A 27 befindet sich auf Höhe des Autobahndreiecks zur A 281, welche als zukünftige Weserquerung eine wichtige Rolle in der verkehrstechnischen Anbindung des nordwestdeutschen Raumes (z. B. Richtung Oldenburg) einnimmt.

### ÖPNV
Der Haltepunkt Ritterhude an der Strecke Bremen–Bremerhaven wird von der Linie RS 2 der Regio-S-Bahn Bremen/Niedersachsen bedient, die tagsüber stündlich zwischen Bremerhaven-Lehe und Twistringen verkehrt. In der Hauptverkehrszeit gibt es auf dem Abschnitt bis Bremen Hauptbahnhof in Lastrichtung einzelne Verstärkerfahrten.
| Linie | Verlauf | Takt                                                                |
| ----- | --- | ------------------------------------------------------------------- |
| RS 2  | Bremerhaven-Lehe – Bremerhaven Hbf – Bremerhaven-Wulsdorf – Loxstedt – Lunestedt – Stubben – Lübberstedt – Oldenbüttel – Osterholz-Scharmbeck – Ritterhude – Bremen-Burg – Bremen Hbf – Bremen-Hemelingen – Dreye – Kirchweyhe – Barrien – Syke – Bramstedt (b Syke) – Bassum – Twistringen Stand: Fahrplanwechsel Dezember 2023 | 60 min 30 min (Bremen Hbf–Bremerhaven-Lehe in der HVZ-Lastrichtung) |

In Ritterhude ist die Buslinie 680 hauptsächlich stündlich zwischen Wallhöfen und Bremen-Gröpelingen unterwegs; sowie einzelne Fahrten von Wallhöfen nach Bremen Hauptbahnhof, Bremen-Gröpelingen nach Hambergen und Bremen-Burg nach Osterholz-Scharmbeck.
Außerdem verkehren zu bestimmten Zeiten einige Schulbusse, wie die Linie 656 (nach Stendorf), 659 (nach Platjenwerbe) und 663 (nach Osterholz-Scharmbeck).
In der Nacht von Samstag auf Sonntag wird im Nachtbusverkehr die Linie N62 stündlich zwischen Bremen Hauptbahnhof und Osterholz-Scharmbeck angeboten. Sie hat auch Haltestellen in Ritterhude.

## Öffentliche Einrichtungen

### Allgemein
- Rathaus Ritterhude, Riesstraße 40
- Freiwillige Feuerwehr in Ritterhude mit den Ortsfeuerwehren Ihlpohl, Lesumstotel/Werschenrege, Platjenwerbe, Ritterhude und Stendorf sowie den Jugendfeuerwehren Ritterhude und Ihlpohl und der Kinderfeuerwehr in Stendorf
- Polizei Ritterhude
- Bereitschaft des Deutschen Roten Kreuzes

### Bildung
- Grundschule Ritterhude
- Grundschule Ihlpohl
- Grundschule Platjenwerbe
- Schulzentrum Moormannskamp: Gymnasium Ritterhude (von der Organisation von Haupt- und Realschule abgetrennt) Haupt- und Realschule Ritterhude (eröffnet 1977)
- Gymnasium Ritterhude, seit 2007/2008 auch Oberstufe
- Riesschule: seit 2008 Oberstufe des Gymnasiums
- Zivildienstschule Bremen/Ritterhude

### Sozialeinrichtungen
- Krankenhauswesen: nächstgelegene Akutkrankenhäuser: Klinikum Bremen-Nord, Residenz-Klinik Lilienthal und Kreiskrankenhaus Osterholz.
- Kindertagesstätte Goethestraße
- Kindergarten Lehmbarg
- Kindertagesstätte Stendorf
- Jugendfreizeitheim Ritterhude
- Sozialstation der Gemeinde Ritterhude
- Bellvita Sozialeinrichtungen
- Seniorenzentrum Haus Christian
- Wohnpark Am Dammgut

### Kirchen
- ev.-luth. Kirchengemeinde St. Johannes
- ev.-luth. Kirchengemeinde Werschenrege
- kath. Kirchengemeinde St. Birgitta (zur Gemeine Hl. Familie in Osterholz-Scharmbeck, Kirche in Bremen-Marßel)
- neuapostolische Kirche

### Sport
- Ritterhuder Schützenverein v. 1955 e. V.
- BSG Hüderbeek
- TSV Lesumstotel
- ASV Ihlpohl
- SG Platjenwerbe
- RSG Platjenwerbe
- FSC Stendorf
- DLRG-Ortsgruppe Ritterhude
- RC Tempo Ritterhude
- TuSG Ritterhude
- ASC Ritterhude
- Frauensportclub in Ritterhude
- 1. American Sports Club Ritterhude von 1994 e. V.
- RASV Hammebiss (Ritterhuder Angelsport-Verein)
- Ritterhude Badgers
- Poddergemeinschaft Alte Eichen

## Persönlichkeiten
- Klaus Dieter Kück (* 25. Dezember 1940; † 6. Juli 2025), Politiker und Verwaltungsbeamter
- Arnold Schölzel (* 21. Oktober 1947), Spitzel des Ministeriums für Staatssicherheit und Journalist
- Karl-Heinz Geils (* 20. Mai 1955), ehemaliger deutscher Bundesliga-Fußballspieler
- Ulrike Gutheil (* 11. Dezember 1959), Juristin, von 2016 bis 2019 Staatssekretärin im Ministerium für Wissenschaft, Forschung und Kultur des Landes Brandenburg